# Jan t'Serclaes
Jan t'Serclaes (Brussel ? -  12 januari 1389, was bisschop van Kamerijk van 1378 tot 1389 als Jan IV.
Hij was de broer van de Brusselse held Everaard t'Serclaes.
Een opvallende gebeurtenis tijdens zijn episcopaat was het dubbelhuwelijk dat hij inzegende tussen de huizen Bourgondië en Henegouwen. De kinderen van hertog Filips de Stoute huwden met deze van Albrecht van Beieren, graaf van Henegouwen. Oudste zoon Jan (de latere Jan zonder Vrees) kreeg Margaretha van Beieren als echtgenote en haar broer Willem (de latere graaf van Holland) trouwde met Jans zus, eveneens Margaretha genaamd.